# Кренґі-Нові
Кренґі-Нові (пол. Kręgi Nowe) — село в Польщі, у гміні Вишкув Вишковського повіту Мазовецького воєводства.
Населення — 199 осіб (2011).
У 1975-1998 роках село належало до Остроленцького воєводства.

## Демографія
Демографічна структура станом на 31 березня 2011 року:
|          | Загалом | Допрацездатний вік | Працездатний вік | Постпрацездатний вік |
| -------- | ------- | ------------------ | ---------------- | -------------------- |
| Чоловіки | 98      | 32                 | 56               | 10                   |
| Жінки    | 101     | 24                 | 56               | 21                   |
| Разом    | 199     | 56                 | 112              | 31                   |